# خيسوس أليخاندرو غالاردو
خيسوس أليخاندرو غالاردو (بالإسبانية: Alejandro Gallardo)‏ (16 يناير 1988 في المكسيك - ) هو لاعب كرة قدم مكسيكي في مركز حراسة المرمى. لعب مع نادي أطلس وتيبورونيس روخوس دي فيراكروز ودورادوس سينالوا وأتليتكو سان لويس.

## وصلات خارجية
- خيسوس أليخاندرو غالاردو على موقع قاعدة بيانات كرة القدم.إي يو (الإنجليزية)